# Limnophila (Limnophila) casta profuga
Limnophila (Limnophila) casta profuga is een ondersoort van de tweevleugelige Limnophila (Limnophila) casta uit de familie steltmuggen (Limoniidae). De ondersoort komt voor in het Australaziatisch gebied.